# Huangtong (ort i Kina, Jiangxi Sheng, lat 27,91, long 116,89)
Huangtong är en ort i Kina. Den ligger i provinsen Jiangxi, i den sydöstra delen av landet, omkring 130 kilometer sydost om provinshuvudstaden Nanchang. Antalet invånare är 10 454. Befolkningen består av 4 990 kvinnor och 5 464 män. Barn under 15 år utgör 22,0 %, vuxna 15-64 år 71 %, och äldre över 65 år 5,0 %.
Runt Huangtong är det ganska tätbefolkat, med 93 invånare per kvadratkilometer. Närmaste större samhälle är Duiqiaoxiang, 16,0 km norr om Huangtong. I omgivningarna runt Huangtong växer i huvudsak blandskog.
Genomsnittlig årsnederbörd är 2 563 millimeter. Den regnigaste månaden är juni, med i genomsnitt 466 mm nederbörd, och den torraste är oktober, med 21 mm nederbörd.